# Art of Dying (Band)

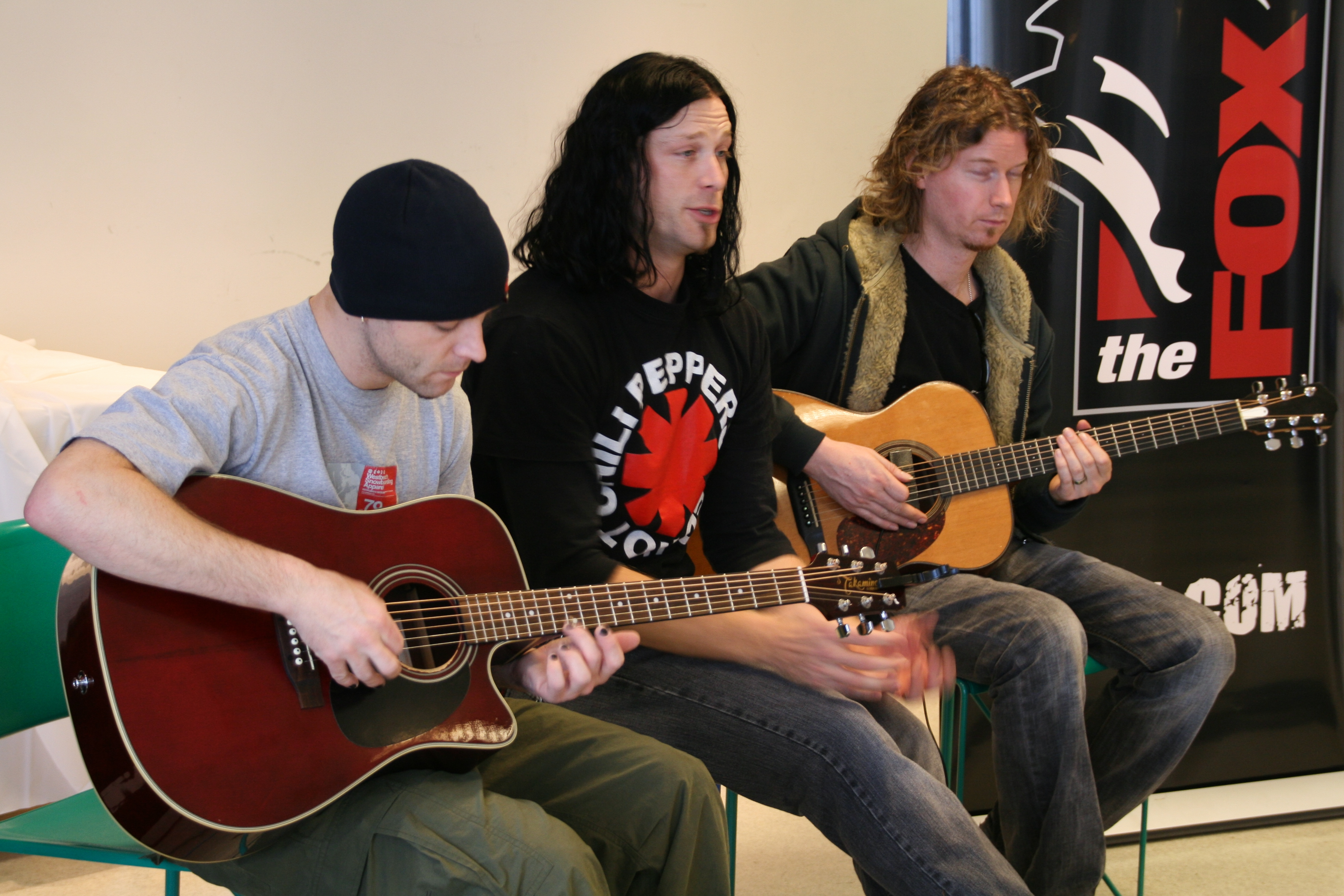
Art of Dying (2007)

Art of Dying ist eine kanadische Rockband aus Vancouver, British Columbia, die 2004 von Leadsänger Jonny Hetherington und Gitarrist Greg Bradley gegründet wurde. Bald darauf kamen Chris Witoski an der Rhythmusgitarre, der Bassist Matt Rhode und der Schlagzeuger Flavio Cirillo hinzu. Die Band hat sechs Studioalben veröffentlicht.

## Geschichte
2006 veröffentlichte Art of Dying ihr erstes selbstbetiteltes Album bei Thorny Bleeder Records. Im Februar 2007 veröffentlichte das Classic Rock Magazine die Kompilation Classic Rock: The Bands You Need to Hear in 2007, die den Art-of-Dying-Song Completely enthielt. Die Band unterstützte dann Seether auf dem britischen Teil ihrer Welttournee.
Am 1. Dezember 2009 wurde bekannt gegeben, dass die Band einen Plattenvertrag mit Reprise Records und seiner Abteilung Intoxication Records unterzeichnet hatte, die von den Disturbed-Mitgliedern David Draiman und Dan Donegan gegründet wurde. Witoski und Rhode verließen die Band und wurden durch den Bassisten Cale Gontier und den Gitarristen Tavis Stanley ersetzt, die beide zuvor bei der Band Thornley spielten.
Das zweite Album von Art of Dying, Vices and Virtues, wurde am 22. März 2011 veröffentlicht, produziert von Howard Benson und gemischt von Chris Lord-Alge. Art of Dying ging auf seine Avalanche Tour und gab 2011 128 Konzerte. Neben Headliner- und Co-Headliner-Clubshows spielte die Band auf einigen der größten Hardrock- und Heavy-Metal-Festivals des Landes. Sie spielten die Avalanche Tours 2011 und 2012, mit Stone Sour bzw. Shinedown als Headliner, und tourten auf Rockstars Uproar Festival 2011, mit Avenged Sevenfold als Headliner.
Let the Fire Burn, ein komplett akustisches Album, wurde am 24. April 2012 veröffentlicht. Die Band tourte weiterhin intensiv durch die USA, spielte mehrere Termine mit Papa Roach und Buckcherry, trat als Vorgruppe für Marilyn Manson auf und spielte beim Rock Vegas Festival und KUPDs erstem jährlichen Festival Desert Uprising in Phoenix.
2014 unterschrieb Art of Dying bei Better Noise Records. 2015 tourte die Band als Vorgruppe für die Cello-Metal-Band Apocalyptica während des nordamerikanischen Teils ihrer Shadowmaker-Tour. Im Dezember 2015 veröffentlichten sie das Album Rise Up. Es wurde von David Bendeth bei House of Loud produziert und erhielt positive Kritiken.
2016 veröffentlichte die Band die sechs Titel umfassende EP Nevermore im Eigenverlag und blieb auf Tour.
2017 gab Art of Dying auf Facebook bekannt, dass Schlagzeuger Jeff Brown, der 2008 Flavio Cirillo ersetzt hatte, die Band verließ, um „einen anderen Weg einzuschlagen“. Er wurde durch den langjährigen Schlagzeugtechniker und Bühnenmanager Cody Watkins ersetzt. 2019 veröffentlichte die Band, immer noch ohne Label, ihr fünftes Album Armageddon. 2020 veröffentlichte Thorny Bleeder Records das 11-Titel-Kompilationsalbum Demos & Rarities (2003-2007).

## Diskografie
Studioalben
- 2006: Art of Dying (Thorny Bleeder Records)
- 2011: Vices and Virtues (Reprise Records)
- 2012: Let the Fire Burn (Thorny Bleeder Records)
- 2015: Rise Up (Better Noise Records, Eleven Seven Music)
- 2019: Armageddon (Vices and Virtues Music)
- 2024: Wont Look Back (Vices and Virtues Music)

EPs
- 2007: Get Through This (Revolver Records)
- 2015: Rise Up (Better Noise Records)
- 2016: Nevermore (Vices and Virtues Music)
- 2017: Nevermore Acoustic (Vices and Virtues Music)
- 2022: Ready for a Good Time (Vices and Virtues Music)

Kompilationen
- 2020: Demos & Rarities (2003-2007) (Thorny Bleeder Records)